# Birtley (Tyne and Wear)
Birtley – miasteczko w Anglii, w hrabstwie ceremonialnym Tyne and Wear, w dystrykcie metropolitalnym Gateshead. Leży 9 km na południe od centrum Newcastle i 389 km na północ od Londynu. W 2001 miejscowość liczyła 11 377 mieszkańców.